# Pseuderos lutea
Pseuderos lutea là một loài bọ cánh cứng trong họ Cerambycidae.